# Strumigenys minutula
Strumigenys minutula är en myrart som beskrevs av Mamoru Terayama och Kubota 1989. Strumigenys minutula ingår i släktet Strumigenys och familjen myror. Inga underarter finns listade i Catalogue of Life.